# Фиммвёрдюхаулс
Фиммвёрдюхаулс (исл. Fimmvörðuháls, «тропа пяти туров») — действующий трещинный вулкан и перевал в Исландии, расположенный между вулканом Эйяфьядлайёкюдль, покрытым одноимённым ледником, и ледником Мюрдальсйёкюдль, под которым, в свою очередь, находится вулкан Катла. Достигает высоты 1067 метров. Находится к востоку от основного конуса вулкана Эйяфьядлайёкюдль.
Являлся одним из очагов его извержения в 2010 году. Первые признаки извержения проявились в январе 2010 года под ледником: тогда начались первые незначительные подземные толчки. Стабильное извержение, которое впоследствии затронуло основной вулкан, началось 20 марта 2010 года. Тогда к востоку от ледника Эйяфьядлайёкюдль образовался разлом длиной 0,5 км. Ещё через неделю образовался новый разлом длиной около 300 метров. В ходе извержений образовались два новых кратера, названных Магни (исл. Magni) и Моди (исл. Móði) , в честь сыновей Тора, скандинавского бога грома. В настоящее время кратеры выглядят как холмы вулканических пород высотой, соответственно, около 80 и около 60 метров.

## Туризм
В районе перевала Фиммвёрдюхаулс проходит популярный одноимённый пешеходный туристический маршрут между Скоугаром и Тоурсмёрком (стыкуется с другой популярной туристической тропой Лёйгавегюр). Длина маршрута 24 километра, набор и последующий сброс высоты около 1000 метров. Обычное время прохождения 9—12 часов. Примерно посредине перевала находятся приюты Fimmvörðuháls и Baldvinsskáli. Возможен проход маршрута за два дня с ночевкой в одном из этих приютов. Маршрут является одним из самых опасных в Исландии из-за непредсказуемой горной погоды и близости двух ледников. Даже летом нередки шквальные ветра, дожди, туманы и снежные бури с нулевой видимостью.

## Галерея

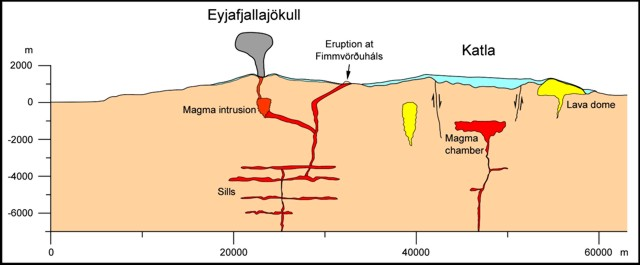
Расположение вулкана Фиммвёрдюхаулс между вулканами Эйяфьядлайёкюдль и Катла. Видна взаимосвязь с первым вулканом.
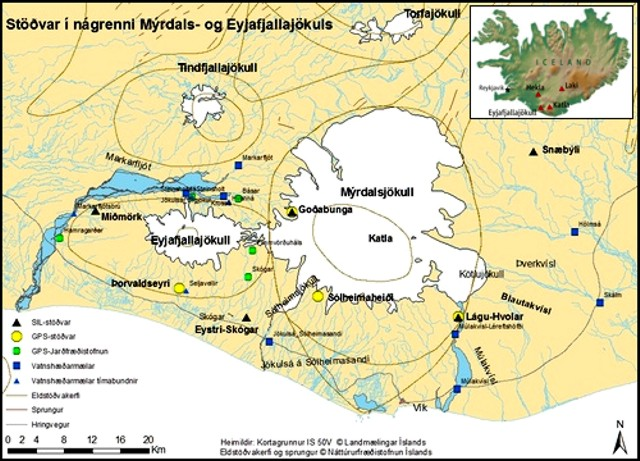
Карта Южной Исландии с эруптивными центрами вулканических образований в 2010 г.
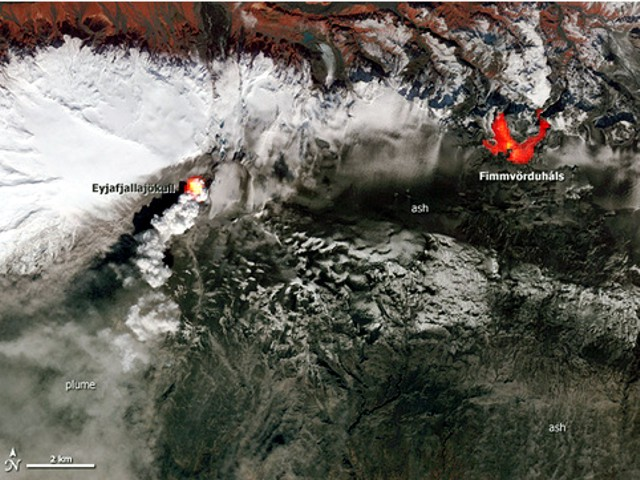
На спутниковом снимке чётко видна активность вулканов Эйяфьядлайёкюдль и Фиммвёрдюхаулс. Снимок сделанный с помощью радиометра ASTER[англ.] со спутника Терра 19 апреля 2010 г.
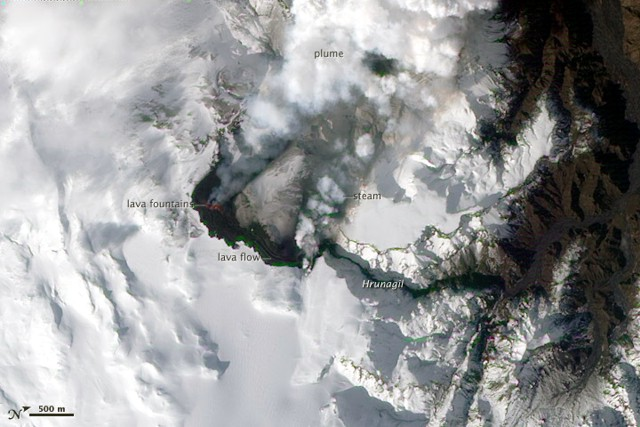
Снимок активности вулкана со спутника EO-1[англ.].
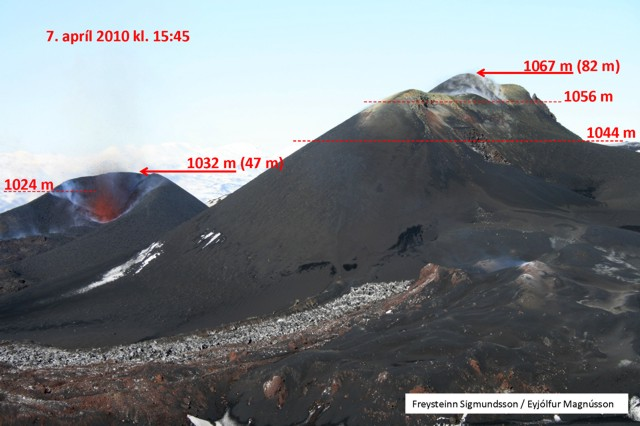
Моделирование изменения вулканических объектов вследствие их активной деятельности. Снимок исландского отделения IES.